# Гералтув
Гералтув (пол. Gierałtów, нім. Gersdorf am Queis) — село в Польщі, у гміні Новогродзець Болеславецького повіту Нижньосілезького воєводства.
Населення — 1184 особи (2011).
У 1975-1998 роках село належало до Єленьоґурського воєводства.

## Демографія
Демографічна структура станом на 31 березня 2011 року:
|          | Загалом | Допрацездатний вік | Працездатний вік | Постпрацездатний вік |
| -------- | ------- | ------------------ | ---------------- | -------------------- |
| Чоловіки | 578     | 132                | 386              | 60                   |
| Жінки    | 606     | 130                | 345              | 131                  |
| Разом    | 1184    | 262                | 731              | 191                  |